# 真田丸 (大河劇)
《真田丸》，2016年1月10日至12月18日，于日本时间每週日晚間八时在NHK電視台播出的第55部大河劇，由堺雅人主演。

## 簡介
故事是從天正10年（1582年）、在甲斐名門－武田家正因被織田信長以強烈軍勢威脅下幾近滅絕之時，於甲斐與駿河國境遭到德川家軍隊追趕的一個年輕武士開始說起。而這個男人便是33年後，在大坂之陣時與天下人－德川家康對抗，被後世稱為「日本第一武將」的男人，他的名字就是真田源次郎信繁。

## 登場人物

### 主角
| 角色             | 演員   | 備註 |
| 真田信繁（幸村） | 堺雅人 | 有著「日本第一武將」之譽，戰國時代標誌性的武將，通稱「源次郎」，官位「左衛門佐」。少年時曾為武田家的人質，目睹武田家的榮衰。關原之戰屬西軍，戰敗後被流放到九度山，大坂之陣時構築了防守城寨真田丸，為守護豐臣家而奮戰。 |

### 真田家

#### 真田一門
| 角色         | 演員                                                              | 備註 |
| 鳥           | 草笛光子                                                          | 真田幸隆正室，昌幸之母。武田家輝煌時期的見證者。                                                                                         |
| 真田昌幸     | 草刈正雄                                                          | 信繁之父，通稱「安房守」。運用智謀而使家族得以存續於亂世，秀吉稱之為「表裏比興之者」。                                                       |
| 薰           | 高畑淳子                                                          | 昌幸正室，松、信幸及信繁之母。 |
| 真田信尹     | 栗原英雄                                                          | 昌幸之弟。力持哥哥周旋於北條家和上杉家。                                                                                                 |
| 松           | 木村佳乃                                                          | 信幸、信繁傾慕的姐姐，小山田茂誠正室。在父親歸順織田家之際，成了人質。                                                                   |
| 真田信之     | 大泉洋                                                            | 與信繁性格迥異卻關係深厚的哥哥，原名「真田信幸」，通稱「源三郎」，官位「伊豆守」。關原之戰與父弟離別而跟隨東軍，後為信州松代藩初代藩主。 |
| 稻           | 吉田羊                                                            | 本多忠勝之女，信之的正室。 |
| 幸           | 長野里美                                                          | 信之的側室及堂姐。 |
| 春           | 松岡茉優                                                          | 大谷吉繼之女，信繁正室。 |
| 隆（隆清院） | 岸井雪乃                                                          | 豐臣秀次之女，信繁側室。 |
| 梅           | 黑木華                                                            | 信繁的初戀，後為其側室，第一次上田合战中战死。                                                                                           |
| 真田信吉     | 土屋尋（幼年） 菊井凛人（童年） 大山蓮斗（少年） 广田亮平（成人） | 信之的長子，幼名仙千代，生母：幸。后来成为上野国沼田城主。                                                                               |
| 真田信政     | 畑海翔（幼年） 遠藤颯（童年） 國分隆登（少年） 大山真志（成人）   | 信之次子，幼名百助，生母为稻姬。后来继任为松代藩第二代藩主。                                                                             |
| 末           | 林里香（1岁） 保榮茂愛（4岁） 玉城美海（8岁） 恒松祐里（成人）    | 信繁与梅的女儿。 |
| 阿梅         | 齋藤櫻（少女） 大出菜菜子（成人）                                 | 信繁与春的女儿，大坂之陣後嫁與片倉重長為妻。                                                                                             |
| 真田大助     | 吉田騎士（少年） 浦上晟周（成人）                                 | 信繁长男。隨父一同參與大坂之陣，城落時殉節而死。                                                                                         |
| 真田大八     | 會田將真                                                          | 信繁次男。因姐姐阿梅的关系而受伊达家保护，並以藩士之身繁衍子孫，是為仙台真田家之祖。                                                     |

#### 真田家家臣
| 角色       | 演員     | 備註                                                                                                   |
| 矢澤賴綱   | 綾田俊樹 | 真田幸隆之弟，通稱「薩摩守」，受命為沼田城城代。驍勇善戰，多次擊退來犯的北條軍。                       |
| 矢澤頼幸   | 迫田孝也 | 賴綱之子，通稱「三十郎」，竭心侍奉著信繁。關原戰後隨信之移封時仍不忘舊主，子孫代代為松代藩筆頭家老。   |
| 河原綱家   | 大野泰廣 | 阿鳥之兄河原隆正的兒子。                                                                               |
| 小山田茂誠 | 高木涉   | 松的丈夫。原主君小山田信茂被殺後，先後仕於北條及真田家，昌幸賜封其小縣郡村松鄉，子孫代代為松代藩家老。 |
| 高梨內記   | 中原丈雄 | 昌幸側近，阿桐的父親。隨真田父子一起度過流放歲月，於大坂之陣時戰死。                                   |
| 桐         | 長澤雅美 | 本劇女主角，高梨內記之女，信繁一生的伴侣。                                                             |
| 出浦昌相   | 寺島進   | 信濃豪族。統領著以佐助為首的忍者集團，因敬仰昌幸而臣從之。                                             |
| 堀田作兵衛 | 藤本隆宏 | 真田鄉地方武士，阿梅的兄長。                                                                           |
| 與八       | 今野浩喜 | 真田鄉之人，作兵衛伙伴。                                                                               |
| 石合十藏   | 加藤諒   | 末的丈夫，幸村的女婿。                                                                                 |
| 佐助       | 藤井隆   | 深受昌幸賞識的忍者，真田十勇士之首。                                                                   |
| 六郎       | 矢本悠馬 | 真田十勇士。                                                                                           |
| 才藏       | 博多華丸 | 真田十勇士。                                                                                           |
| 鎌之介     | 梅垣義明 | 真田十勇士。                                                                                           |
| 甚八       | 岩井秀人 | 真田十勇士。                                                                                           |
| 清海入道   | 松村邦洋 | 真田十勇士。                                                                                           |
| 伊佐入道   | 脇知弘   | 真田十勇士。                                                                                           |
| 十藏       | 鈴木拓   | 真田十勇士。                                                                                           |

### 武田家

#### 武田一門
| 角色     | 演員     | 備註 |
| 武田信玄 | 林邦史朗 | 雄才偉略，戰國時代令人聞風喪膽的騎兵軍團之統帥。                                                                                     |
| 武田勝賴 | 平岳大   | 甲斐武田家末代當主，真田家最初的主君。長篠之戰中慘敗於運用新式武器－鐵炮的信長而失去眾多重臣，從此武田家由盛轉衰，最後於天目山自盡。 |

#### 武田家家臣
| 角色           | 演員     | 備註                                                                                               |
| 穴山梅雪       | 榎木孝明 | 正室為信玄之女見性院。受家康勸誘而歸降了織田家，在本能寺之變後與家康在返回本國的途中被落武者襲殺。 |
| 跡部勝資       | 稻荷卓央 | 勝賴的重臣。輕視非譜代家臣的昌幸。甲陽軍鑑評之為奸臣。                                             |
| 木曾義昌       | 石井愃一 | 正室為信玄之女真理姬。私通織田家，導致甲州征伐與武田家滅亡。                                       |
| 小山田信茂     | 溫水洋一 | 岩殿城城主。唆使勝賴逃到自己居城，而後突然倒戈驅趕主君，被信忠呵叱並刑死。                         |
| 室賀正武       | 西村雅彥 | 信濃豪族。受家康之命，圖謀暗殺昌幸，但失敗被殺。                                                   |
| 小山田八左衛門 | 八田浩司 | 信茂家臣。                                                                                         |

### 織田家

#### 織田一門
| 角色     | 演員       | 備註                                                                                   |
| 織田信長 | 吉田鋼太郎 | 席捲天下的戰國風雲兒。陸續消滅敵對勢力，眼見即將統一天下時，卻因重臣明智光秀謀反而死。 |
| 織田信忠 | 玉置玲央   | 信長嫡男，織田家的下任當主。與明智軍力戰但因寡不敵眾，最終被迫在京都二條御所內自盡。   |

#### 織田家家臣
| 角色     | 演員     | 備註 |
| 明智光秀 | 岩下尚史 | 才兼文武的織田家重臣，於本能寺之變中襲殺主君信長。 |
| 瀧川一益 | 段田安則 | 織田家重臣，是被稱為「進與退皆看瀧川」的名將。武田家滅亡後，受命治理關東，而真田家也歸其麾下，信長逝世後，於神流川之戰敗於北條家，並與秀吉鬥爭失敗，最終在失意中度過餘生。 |
| 森長可   | 谷田步   | 織田家家臣。外號鬼武藏，武田家滅亡後，獲得北信濃的領地。本能寺之變後放棄領地逃回美濃，最終在小牧長久手之戰中戰死。                                                     |
| 長崎元家 | 松田賢二 | 一益的家臣，後来成為小早川秀秋的家老。 |

### 豐臣家

#### 豐臣一門
| 角色         | 演員                                               | 備註 |
| 豐臣秀吉     | 小日向文世                                         | 原為信長家臣，在山崎之戰中擊敗明智光秀後崛起並統一天下，任關白一職，退位後以太閤身分繼續執政。後世尊為三英傑之一，繼信長而起的「天下人」。 |
| 寧寧         | 鈴木京香                                           | 正室。 |
| 仲           | 山田昌                                             | 之母。 |
| 豐臣秀長     | 千葉哲也                                           | 人稱「大和大納言」，作為兄長秀吉的左右手而深受諸大名推戴。                                                                                     |
| 茶茶（淀殿） | 竹內結子                                           | 側室。 |
| 豐臣秀次     | 新納慎也                                           | 秀吉之甥兼後繼者。受秀吉疑忌而切腹且夷滅全族，唯一倖存的女兒隆後為信繁側室。                                                                       |
| 豐臣秀勝     | 堀越光貴                                           | 秀吉之甥兼养子，淺井江的第二任丈夫，朝鮮之役時遽病而死。                                                                                       |
| 豐臣秀保     | 三津谷亮                                           | 秀吉之甥，秀长的养子。 |
| 小早川秀秋   | 斋藤绚永（幼年） 淺利陽介（成人）                  | 木下家定之子，秀吉養子。在秀賴誕生後過繼給小早川家。在關原之戰中原屬西軍，但卻陣前倒戈，導致西軍大敗。                                         |
| 豐臣鹤松     | 佐藤一和（1岁） 早坂舞羅（3岁）                    | 秀吉與茶茶的長子，3歲時不幸夭折。 |
| 豐臣秀賴     | 鳥越壮真（幼年） 石田星空（童年） 中川大志（成人） | 秀吉與茶茶的次子，豐臣家的繼承者。 |

#### 豐臣家家臣

##### 丰臣家大老
| 角色       | 演員     | 備註                                                                                 |
| 前田利家   | 小林勝也 | 豐臣政權五大老之一。秀吉死后成為摄政以制衡家康。                                         |
| 前田利長   | 萬雅之   | 前田利家嫡子，在利家死后继任丰臣家大老，關原之戰時加入東軍。                         |
| 毛利辉元   | 浅地直樹 | 豐臣政權五大老之一。安藝國大名，關原時被奉為西軍總大将，戰後被减封，是為長州藩藩祖。 |
| 宇喜多秀家 | 高橋和也 | 豐臣政權五大老之一。西國大名，關原之戰中的西軍主力，戰後被流放至八丈島。             |

##### 丰臣家奉行
| 角色     | 演員     | 備註                                                         |
| 石田三成 | 山本耕史 | 豐臣政權五奉行之一。官拜從五位下治部少輔，關原之戰的發起人。 |
| 长束正家 | 木津誠之 | 豐臣政權五奉行之一，近江國水口城主。                         |
| 增田长盛 | 不明     | 豐臣政權五奉行之一，大和国郡山城主。                         |
| 前田玄以 | 不明     | 豐臣政權五奉行之一，丹波国龟山城主。                         |
| 浅野长政 | 不明     | 豐臣政權五奉行之一，北政所的兄弟，甲斐国甲府城主。           |

##### 丰臣家早期武将
| 角色     | 演員       | 備註 |
| 大谷吉繼 | 片岡愛之助 | 阿春之父。官拜從五位下刑部少輔，協助三成調動西國大名參與關原之戰。                                                   |
| 福島正則 | 深水元基   | 賤岳七本槍之一，三成的死對頭，關原之戰時加入東軍。於大坂之陣時原本想加入豐臣方，但遭到了德川幕府的處處阻攔。         |
| 加藤清正 | 新井浩文   | 賤岳七本槍之一，在侵略朝鮮的戰爭中表現活躍，留下虎加藤的稱號。秀吉病逝後，與三成對立，關原之戰時加入東軍。相當尊崇寧寧。 |
| 平野長泰 | 近藤芳正   | 賤岳七本槍之一，馬迴眾筆頭。                                                                                         |
| 片桐且元 | 小林隆     | 賤岳七本槍之一，秀賴傅役，對調停家康深感心力交瘁。                                                                   |

##### 丰臣家陪臣
| 角色       | 演員       | 備註                                                         |
| 島左近     | 玉置孝匡   | 三成家臣，當世勇將，一心支持不擅實戰的主君，關原之戰時戰死。 |
| 湯浅五助   | 片岡愛一郎 | 大谷吉繼家臣，在吉继切腹时为其介错。                         |
| 竹本义太夫 | 宫下诚     | 浅野家家臣，在九度山监视真田父子的一举一动。                 |
| 小笠原少齋 | 不明       | 细川家家臣，伽羅奢的介错人。                                 |

##### 其他武断派大名
| 角色       | 演員     | 備註                                                                                 |
| 細川忠興   | 矢柴俊博 | 伽羅奢之夫。兼通文武，並精研茶道而獲利休七哲之名，亦是參與襲擊三成的武斷派七將之一。 |
| 浅野幸长   | 齊藤松中 | 浅野长政之子，參與襲擊三成的武斷派七將之一，关原之战后成为纪伊国和歌山藩初代藩主。   |
| 黑田长政   | 大神拓哉 | 黑田官兵卫之子，是參與襲擊三成的武斷派七將之一，关原之战后受封筑前国福冈藩52万石。   |
| 藤堂高虎   | 日野誠二 | 丰臣家家臣，曾经先后出仕过浅井长政，羽柴秀长等七位主君，關原后成为伊势国津藩藩主。   |
| 蜂須賀家政 | 佐野功   | 蜂须贺小六的长男，阿波国德岛藩藩祖。                                                 |

##### 丰臣家后期家臣
| 角色       | 演員     | 備註                                                                                           |
| 大野治長   | 今井朋彦 | 大藏卿局之子，淀殿心腹，主和派人物。                                                           |
| 大野治房   | 武田幸三 | 大藏卿局次子，大野治長之弟。                                                                   |
| 大野治胤   | 不明     | 大藏卿局幼子，大野治長末弟。                                                                   |
| 木村重成   | 白石隼也 | 秀赖近侍，以将领的身份参与大坂之阵，後被井伊直孝军討死。                                       |
| 織田有樂齋 | 井上順   | 信長之弟，本名織田長益，以茶人之姿聞名天下，利休十哲之一。大坂夏之阵前离开丰臣家，隐居于京都。 |

##### 大坂之阵中的浪人众
| 角色         | 演員     | 備註 |
| 長宗我部盛親 | 阿南健治 | 土佐國大名・長宗我部元親四子。關原之战敗後被改易，大坂之陣時加入豐臣軍，在八尾若江之戰中擊敗藤堂高虎的軍隊，戰後被斬首。 |
| 後藤基次     | 哀川翔   | 原黑田家家臣，因與主君不和而出走成了浪人。在大坂之陣中加盟信繁一方，其武勇也使德川軍畏懼不已。                           |
| 毛利胜永     | 冈本健一 | 豐臣家家臣。關原之戰後被流放到土佐受到山內一豐的監視，大坂之陣時回歸豐臣家，在天王寺岡山之戰中大顯英略並力潰德川軍。     |
| 毛利勝家     | 不明     | 毛利胜永之子。大坂冬之阵时侧面攻入敌阵，立下战功。                                                                       |
| 明石全登     | 小林显作 | 宇喜多家家臣，天主教徒。在關原之戰戰敗後流浪諸國，在大坂之陣中加入豐臣軍，戰後下落不明。                                 |
| 塙团右卫门   | 小手伸也 | 原為加藤嘉明的家臣，鐵炮名手，活跃于大坂之阵，後於樫井之戰陣亡。                                                         |

##### 豐臣家女性
| 角色     | 演員       | 備註                                                                                             |
| 常高院   | 拜田祥子   | 京極高次正室，淀殿之妹。大坂冬之陣時代表豐臣方與德川議和。                                       |
| 歌       | 吉本菜穗子 | 三成正室。                                                                                       |
| 玉       | 桥本爱实   | 明智光秀之女，細川忠興正室，受洗名為伽羅奢（ガラシャ）。關原之戰前夕，拒絕為三成人質而自行了斷。 |
| 大藏卿局 | 峯村理惠   | 淀殿乳母，與子大野治長皆為淀殿心腹。                                                             |
| 阿草     | 圓城寺彩   | 北政所侍女，小西行长的母親，信奉基督教，教名玛格达莲娜（マグダレナ）。                           |
| 寸       | 大西禮芳   | 茶茶的侍女。                                                                                     |
| 竹       | 今泉麻耶   | 團右衛門之妻。                                                                                   |

##### 其他丰臣家相关人物
| 角色         | 演員     | 備註                                                                                 |
| 千利休       | 桂文枝   | 著名的茶道宗師，後世尊為茶聖，亦是信長和秀吉的御用茶頭（茶道師傅），後因觸怒而被命切腹。 |
| 西笑承兌     | 清田正浩 | 負責丰臣家外交的臨濟宗僧人。                                                         |
| 立花權三     | 吉田忠則 | 豐臣家的馬迴眾。                                                                     |
| 尾藤道休     | 横田荣司 | 聚樂第守衛，於聚樂第門壁留書的嫌疑人。                                               |
| 大角與左衛門 | 樋浦勉   | 大坂城內的庖人，為了報復秀吉凌辱女兒，作為德川家內應刺探情報。                       |

### 德川家

#### 德川一門
| 角色     | 演員       | 備註                                                           |
| 德川家康 | 內野聖陽   | 昌幸与信繁最強的宿敵，德川幕府的締創者，被視為本劇最大反派。   |
| 德川秀忠 | 星野源     | 家康三男，德川幕府第二代將軍。受昌幸之計牽制而遲誤了關原之戰。 |
| 阿茶局   | 齊藤由貴   | 家康側室。                                                     |
| 旭       | 清水美智子 | 秀吉之妹，為攏絡家康而被迫離異並成其繼室。                     |
| 江       | 新妻聖子   | 秀忠正室，淀殿之妹。在幕后支持著丈夫。                         |
| 千姬     | 永野芽郁   | 秀忠長女，為維持兩家的情誼而嫁與秀賴為正室。                   |

#### 德川家家臣
| 角色       | 演員     | 備註 |
| 本多忠勝   | 藤岡弘   | 德川家第一猛將，阿稻之父。                                                                                         |
| 本多正信   | 近藤正臣 | 家康謀臣。 |
| 本多正纯   | 伊東孝明 | 本多正信之子，家康側近。                                                                                           |
| 石川數正   | 伊藤正之 | 負責內政與外交的重臣，其突然出走充滿謎團。                                                                         |
| 鳥居元忠   | 大堀幸一 | 家康的譜代家臣。在關原之戰的序幕戰－伏見城之戰中死守的忠義被後世譽為「三河武士之鑑」。                             |
| 平岩親吉   | 東武志   | 德川十六神將之一，上田合戰時與真田家交鋒。                                                                         |
| 大久保忠世 | 中野剛   | 德川十六神將之一，上田合戰時與真田家交鋒。                                                                         |
| 服部半藏   | 濱谷健司 | 伊賀忍者眾之首領，名正成，在本能寺之变后協助家康橫越伊贺，死后名號由其子正就（演员相同）承袭，并奉命暗殺加藤清正。 |
| 大井政吉   | 岡部貴志 | 德川家家臣，奉命監督上田城的割交。                                                                                 |
| 室賀久太夫 | 兒嶋一哉 | 室贺正武之子，尾张德川家家臣。                                                                                     |
| 近藤正次   | 三村晃弘 | 本多正信的家臣。                                                                                                   |

### 北條家

#### 北條一門
| 角色     | 演員     | 備註                                                                                         |
| 北條氏政 | 高嶋政伸 | 關東相模大名。對擴展領地極具野心，小田原征伐投降秀吉，之後被秀吉下令切腹自盡。                   |
| 北條氏直 | 細田善彥 | 北條家末代當主，氏政嫡子。率軍於神流川之戰大敗瀧川軍，小田原征伐後被流放到高野山，不久病逝。 |

#### 北條家家臣
| 角色         | 演員   | 備註                                                 |
| 板部岡江雪齋 | 山西惇 | 北條家外交僧。為北條與豐臣、德川兩家的和睦竭盡心力。 |

### 上杉家

#### 上杉一門
| 角色     | 演員     | 備註 |
| 上杉景勝 | 遠藤憲一 | 與身為人質的信繁結下不可思議因緣的大名。豐臣政權五大老之一，領受會津一百二十萬石的大大名，因在關原之戰中加入西軍而被減封至米澤三十萬石。 |

#### 上杉家家臣
| 角色     | 演員     | 備註 |
| 直江兼續 | 村上新悟 | 重義且智勇兼備的上杉家首席家老。 |
| 春日信達 | 前川泰之 | 高坂昌信次子。繼承父親海津城城代之職，負責與上杉家的外交且締結了甲越同盟。武田家滅亡先後仕於織田及上杉家，後被發覺與昌幸及北條家勾結而遭到誅殺。 |
| 斋木     | 黑田大輔 | 上杉家的奉行。 |
| 新藏     | 奥田洋平 | 上杉家家臣。 |

### 伊達家

#### 伊达一门
| 角色     | 演員       | 備註                                                                   |
| 伊达政宗 | 長谷川朝晴 | 東北陸奥國的大大名，被稱為「奧州的獨眼龍」，有想要侵吞天下的強大野心。 |
| 伊达秀宗 | 不明       | 伊达政宗的庶长子，在大坂当人质，后来成为伊予国宇和岛藩藩主。           |

#### 伊达家家臣
| 角色     | 演員   | 備註                         |
| 片倉景綱 | 吉田朝 | 智謀和膽略兼具的伊達家重臣。 |

### 近畿的人们
| 角色         | 演員                                                       | 備註 |
| 后阳成天皇   | 酒井俊介                                                   | 第107代天皇。應之請行幸聚乐第。                                                                          |
| 浅井万福丸   | 不明                                                       | 淺井長政之子，小谷城落后被秀吉处以磔刑，秀吉彌留時被其幽魂纏擾。                                                 |
| 小野於通     | 八木亚希子                                                 | 京都的才女，真田信之的紅颜知己。                                                                         |
| 清韩长老     | 植本潤                                                     | 京都南禅寺的长老，方广寺梵钟铭文的作者。铭文中的“国家安康”、“君臣丰乐”等字样，成了大坂之战开战的导火索。 |
| 吉蔵         | 水橋研二                                                   | 修筑伏见城的大工，因伴天連追放令而殉教的吉利支丹之一，羅馬教廷追奉為聖人。                               |
| 呂宋助左衛門 | 松本幸四郎                                                 | 和泉国堺的贸易商人。                                                                                     |
| 揚西堂       | 中泽功                                                     | 京都相國寺僧侶，受家康之命勸降舊識又兵衛。                                                               |
| 茂吉         | 小川隆市                                                   | 近江国的渔夫，救了信繁的姐姐松。                                                                         |
| 吉野太夫     | 中島亞梨沙                                                 | 才色兼備的京都名妓，通曉和歌、連歌、俳諧、琴道及書道。                                                   |
| 出云阿国     | 小林实由（第二代幼年） Sylvia Grab（第一代以及第二代成年） | 出云大社的巫女，名跡由第二代承襲而發揚之，是為歌舞伎之祖。                                               |
| 长兵卫       | 木之元亮                                                   | 九度山的村长。                                                                                           |
| 九兵卫       | 大内田悠平                                                 | 九度山中的年轻武士。                                                                                     |
| 七           | 富山惠理子                                                 | 九兵卫的妻子。                                                                                           |

### 东国的人们
| 角色           | 演員       | 備註                     |
| 治兵衛         | 柏木風太朗 | 越後国上杉家領内的漁民。 |
| 又吉           | 上川周作   | 越後国上杉家領内的漁民。 |
| 常陸屋藤左衛門 | 下野龍也   | 小野於通的神秘客人。     |
| 五兵卫         | 水嶋義人   | 玉绳藩的百姓。           |

## 播出日程及收視率
- 红色粗体字标示的为关东及关西地区收视率最高值，蓝色粗体字标示的为最低值。

| 集数                                                        | 播放日期       | 中文標題 | 日文標題 | 導演     | 紀行                                                                                               | 收視率                              |
| ----------------------------------------------------------- | -------------- | -------- | -------- | -------- | -------------------------------------------------------------------------------------------------- | ----------------------------------- |
| 1                                                           | 2016年1月10日  | 起航     |          | 木村隆文 | 上田城遺址公園（長野縣上田市） 新府城（山梨縣韮崎市） 大阪城公園（大阪府大阪市）                   | 19.9%（關東地區） 20.1%（關西地區） |
| 2                                                           | 2016年1月17日  | 决断     |          | 木村隆文 | 岩櫃城遺址（群馬縣東吾妻町）                                                                       | 20.1%（关东地区） 21.8%（关西地区） |
| 3                                                           | 2016年1月24日  | 策略     |          | 木村隆文 | 真田本城遺址（長野縣上田市真田町）                                                                 | 18.3%（关东地区） 20.2%（关西地区） |
| 4                                                           | 2016年1月31日  | 挑战     |          | 吉川邦夫 | 法華寺（長野縣諏訪市）                                                                             | 17.8%（关东地区） 18.8%（关西地区） |
| 5                                                           | 2016年2月7日   | 困境     |          | 木村隆文 | 廄橋城遺址（前橋公園）（群馬縣前橋市）                                                             | 19.0%（关东地区） 18.1%（关西地区） |
| 6                                                           | 2016年2月14日  | 迷途     |          | 木村隆文 | 沼田城遺址（沼田公園）（群馬縣沼田市）                                                             | 16.9%（关东地区） 17.6%（关西地区） |
| 7                                                           | 2016年2月21日  | 夺回     |          | 田中正   | 小諸城遗址 怀古园（长野县小诸市）                                                                  | 17.4%（关东地区） 17.1%（关西地区） |
| 8                                                           | 2016年2月28日  | 笼络     |          | 田中正   | 松代城（舊海津城）（長野縣長野市）                                                                 | 17.1%（关东地区） 17.4%（关西地区） |
| 9                                                           | 2016年3月6日   | 牵引     |          | 小林大兒 | 前松寺（长野县上田市）                                                                             | 16.6%（关东地区） 14.4%（关西地区） |
| 10                                                          | 2016年3月13日  | 巧手     |          | 小林大兒 | 滨松城公园（静冈县滨松市）                                                                         | 16.2%（关东地区） 17.4%（关西地区） |
| 11                                                          | 2016年3月20日  | 婚宴     |          | 田中正   | 上田城遺址公園（長野縣上田市）                                                                     | 15.6%（关东地区） 14.0%（关西地区） |
| 12                                                          | 2016年3月27日  | 人质     |          | 田中正   | 春日山城 本丸遗址（新潟县上越市）                                                                  | 17.9%（关东地区） 17.0%（关西地区） |
| 13                                                          | 2016年4月3日   | 决战     |          | 木村隆文 | 月窗寺（长野县上田市）                                                                             | 17.5%（关东地区） 16.4%（关西地区） |
| 14                                                          | 2016年4月10日  | 大坂     |          | 木村隆文 | 大阪城公园（大阪府大阪市）                                                                         | 17.1%（关东地区） 15.2%（关西地区） |
| 15                                                          | 2016年4月17日  | 吉       |          | 木村隆文 | 小谷城 大广间遗址（滋贺县长滨市）                                                                  | 18.3%（关东地区） 17.4%（关西地区） |
| 16                                                          | 2016年4月24日  | 表里     |          | 小林大兒 | 妙延寺（爱知县津岛市）                                                                             | 16.9%（关东地区） 16.3%（关西地区） |
| 17                                                          | 2016年5月1日   | 再会     |          | 土井祥平 | 丰国神社（爱知县名古屋市）                                                                         | 17.0%（关东地区） 14.7%（关西地区） |
| 18                                                          | 2016年5月8日   | 进京     |          | 田中正   | 骏府城遗址（骏府城公园）（静冈县静冈市）                                                           | 19.1%（关东地区） 17.6%（关西地区） |
| 19                                                          | 2016年5月15日  | 恋路     |          | 小林大兒 | 冈崎市冈崎公园（爱知县冈崎市）                                                                     | 17.0%（关东地区） 14.7%（关西地区） |
| 20                                                          | 2016年5月22日  | 前兆     |          | 渡边哲也 | 聚乐第东濠遗址（京都府京都市）                                                                     | 18.7%（关东地区） 16.8%（关西地区） |
| 21                                                          | 2016年5月29日  | 战端     |          | 木村隆文 | 榛名神社（群马县沼田市）                                                                           | 16.8%（关东地区） 15.8%（关西地区） |
| 22                                                          | 2016年6月5日   | 裁定     |          | 土井祥平 | 名胡桃城遗址（群马县水上町）                                                                       | 16.6%（关东地区） 14.8%（关西地区） |
| 23                                                          | 2016年6月12日  | 攻克     |          | 田中正   | 小田原城址公园（神奈川县小田原市）                                                                 | 18.9%（关东地区） 17.3%（关西地区） |
| 24                                                          | 2016年6月19日  | 灭亡     |          | 木村隆文 | 北条氏政与北条氏照的墓地（神奈川县小田原市）                                                       | 17.6%（关东地区） 14.9%（关西地区） |
| 25                                                          | 2016年6月26日  | 别离     |          | 渡边哲也 | 南宗寺（大阪府堺市）                                                                               | 18.3%（关东地区） 16.8%（关西地区） |
| 26                                                          | 2016年7月3日   | 卖瓜     |          | 小林大兒 | 名护屋城遗址（佐贺县唐津市）                                                                       | 16.4%（关东地区） 16.1%（关西地区） |
| 27                                                          | 2016年7月10日  | 不信     |          | 木村隆文 | 樱本坊（奈良县吉野町）                                                                             | 15.1%（关东地区） 13.6%（关西地区） |
| 28                                                          | 2016年7月17日  | 受难     |          | 土井祥平 | 妙庆寺（秋田县由利本莊市）                                                                         | 17.0%（关东地区） 15.5%（关西地区） |
| 29                                                          | 2016年7月24日  | 异变     |          | 保坂庆太 | 西福寺（福井县敦贺市）                                                                             | 17.5%（关东地区） 15.7%（关西地区） |
| 30                                                          | 2016年7月31日  | 黄昏     |          | 田中正   | 醍醐寺（京都府京都市）                                                                             | 14.5%（关东地区） 13.0%（关西地区） |
| 31                                                          | 2016年8月7日   | 终焉     |          | 木村隆文 | 新日吉神宮（京都府京都市）                                                                         | 17.3%（关东地区） 12.7%（关西地区） |
| 32                                                          | 2016年8月14日  | 应答     |          | 小林大兒 | 伏见北堀公园(京都府京都市)                                                                         | 15.8%（关东地区） 13.6%（关西地区） |
| 33                                                          | 2016年8月21日  | 动乱     |          | 土井祥平 | 胜龙寺城公园(京都府长冈京市)                                                                       | 18.0%（关东地区） 15.6%（关西地区） |
| 34                                                          | 2016年8月28日  | 起兵     |          | 渡边哲也 | 福岛正则公诞生地碑（爱知县海部市）                                                                 | 13.2%（关东地区） 13.0%（关西地区） |
| 35                                                          | 2016年9月4日   | 犬伏     |          | 木村隆文 | 新町药师堂（栃木县佐野市）                                                                         | 15.0%（关东地区） 15.2%（关西地区） |
| 36                                                          | 2016年9月11日  | 胜负     |          | 小林大兒 | 砥石城遗址（橹门口登山道入口）（长野县上田市）                                                     | 16.5%（关东地区） 15.2%（关西地区） |
| 37                                                          | 2016年9月18日  | 信之     |          | 田中正   | 善名称院（真田庵）（和歌山县九度山町）                                                             | 17.3%（关东地区） 15.1%（关西地区） |
| 38                                                          | 2016年9月25日  | 昌幸     |          | 木村隆文 | 蓮華定院（和歌山县高野町）                                                                         | 15.7%（关东地区） 14.9%（关西地区） |
| 39                                                          | 2016年10月2日  | 岁月     |          | 保坂慶太 | 遍照寺（和歌山县九度山町） 丹生都比賣神社（和歌山县葛城町）                                        | 16.6%（关东地区） 16.6%（关西地区） |
| 40                                                          | 2016年10月9日  | 幸村     |          | 土井祥平 | 方廣寺（京都府京都市）                                                                             | 15.0%（关东地区） 15.4%（关西地区） |
| 41                                                          | 2016年10月16日 | 进城     |          | 木村隆文 | 大阪城公園（大阪府大阪市）                                                                         | 15.4%（关东地区） 15.6%（关西地区） |
| 42                                                          | 2016年10月23日 | 盟友     |          | 木村隆文 | 长久保宿本阵遗址（长野县长和町）                                                                   | 13.0%（关东地区） 14.1%（关西地区） |
| 43                                                          | 2016年10月30日 | 军议     |          | 小林大兒 | 后藤又兵卫彰显碑（兵库县姬路市） 多聞寺（兵库县加西市）                                            | 14.5%（关东地区） 13.8%（关西地区） |
| 44                                                          | 2016年11月6日  | 筑城     |          | 田中正   | 真田丸彰显碑（大阪府大阪市）                                                                       | 15.3%（关东地区） 15.1%（关西地区） |
| 45                                                          | 2016年11月13日 | 严锁     |          | 田中正   | 八劔神社（大阪府大阪市）                                                                           | 15.2%（关东地区） 16.1%（关西地区） |
| 46                                                          | 2016年11月20日 | 炮弹     |          | 保坂庆太 | 山内神社（高知县高知市）                                                                           | 14.2%（关东地区） 15.2%（关西地区） |
| 47                                                          | 2016年11月27日 | 反击     |          | 小林大兒 | 冈丰城遗址（高知县南国市） 鸣无神社（高知县须崎市）                                                | 15.3%（关东地区） 15.9%（关西地区） |
| 48                                                          | 2016年12月4日  | 觸發     |          | 清水拓哉 | 岡山城（岡山县岡山市） 明石掃部介守重宅遗址（冈山县备前市）                                        | 16.1%（关东地区） 12.9%（关西地区） |
| 49                                                          | 2016年12月11日 | 前夜     |          | 木村隆文 | 道明寺之战纪念碑（大阪府藤井寺市） 后藤又兵卫基次之碑（大阪府柏原市） 志纪长吉神社（大阪府大阪市） | 14.8%（关东地区） 15.0%（关西地区） |
| 50                                                          | 2016年12月18日 | 大结局   |          | 木村隆文 | 安居神社与大阪城公园(大阪府大阪市) 长谷寺与真田幸村公骑马像(长野县上田市)                          | 14.7%（关东地区） 16.3%（关西地区） |
| 平均收視率16.6%（收視率由Video Research於日本關東地區統計） |                |          |          |          | |                                     |

## 幕後人員
- 製作人：清水拓哉、吉岡和彥
- 導演：木村隆文（日语：木村隆文 (演出家)）、吉川邦夫、田中正、小林大兒、土井祥平、渡邊哲也、保坂慶太
- 編劇：三谷幸喜(自2004年「新選組！」過後再度擔當大河劇編劇」)
- 音樂：服部隆之
- 旁白：有働由美子
- 題字：挾土秀平（日语：挾土秀平）
- 製作統括：屋敷陽太郎、吉川邦夫
- 片頭小提琴伴奏：三浦文彰
- 時代考證：黑田基樹、平山優、丸島和洋
- 風俗考證：佐多芳彥
- 衣裳考證：小泉寛明
- 武打戰術指導：中川邦史朗
- 動作指導：橘芳慧
- 馬術指導：田中光法
- 書道指導：金敷駸房
- 法事指導：安藤實英、金嶽宗信
- 圍棋指導：桑原陽子、桂篤、穂坂繭
- 藝能指導、考證：友吉鶴心
- 針灸指導：小林潤一郎
- 花道考證：海野美水
- 稻作收成指導：澤井榮
- 茶道指導：小澤宗誠
- 占卜指導：佐藤健一
- 醫學指導：酒井緋（酒井シヅ）
- 猴子雜耍表演指導：間中利美
- 能劇主角指導：山井綱雄
- 能劇配角指導：館田善博
- 日本象棋指導：堀口弘治
- 真田紐（編帶）考證：和田伊三男
- 刺繡指導：江上芳子
- 砲術指導：佐山二郎
- 京都方言指導：井上裕季子
- 信州方言指導：丸山明恵
- 尾張方言指導：稻垣亮美
- 菲律賓塔加洛語指導：高柳瑪莉亞
- 特殊化妝：江川悦子
- 資料提供：大牟田市立三池歌牌・歴史資料館、寺島隆史、矢部健太郎、柴裕之、小川雄
- 3D地圖監製：澀澤光
- 戰國軍事考證：西股總生
- 大坂城資料提供：木岡敬雅
- 真田丸城郭考証：千田嘉博
- 標題影像：新宮良平
- 視覺特效製作：結城崇史
- 特殊造型：馬克・蘭帕波（Mark Rappaport）
- 拍攝協助：長野縣、群馬縣、和歌山縣、山梨縣：長野縣上田市、長野縣茅野市、長野縣輕井澤町、長野縣富士見町、長野縣原村、長野縣須坂市、長野縣松本市、山梨縣韮崎市、山梨縣北杜市、岩手縣奥州市、岩手縣遠野市、茨城縣筑波未來市、茨城縣常陸大宮市、千葉縣富津市、千葉縣君津市、千葉縣大多喜町、群馬縣東吾妻町、岡山縣高梁市、和歌山縣高野町、和歌山縣九度山町

## 真田丸紀行
- 旁白：小田切千（日语：小田切千）
- 鋼琴演奏：辻井伸行（第1回－第13回、第32回－第49回）
- 女聲：波多野睦美（日语：波多野睦美）（第14回－第31回）
- 小提琴演奏：服部百音（第41回－第49回）

## 獎項
| 年份   | 大獎                | 獎項                  | 得獎者               |
| ------ | ------------------- | --------------------- | -------------------- |
| 2016年 | 第3回Yahoo!搜索大賞 | 文化類別 電視劇部門賞 | 真田丸               |
| 2016年 | 第91回日劇學院賞    | 最佳男主角            | 堺雅人               |
| 2016年 | 第91回日劇學院賞    | 最佳劇本              | 三谷幸喜             |
| 2016年 | CONFiDENCE日劇大獎  | 年間大賞最佳男配角獎  | 草刈正雄             |
| 2017年 | 第41回金飛賞        | 製作人賞電視劇部門    | 屋敷陽太郎、吉川邦夫 |
| 2017年 | 第41回金飛賞        | 新人獎                | 星野源（真田丸）     |

## 宣傳推廣

### 廢田十勇士
短片《廢田十勇士》2015年12月16日起於《真田丸》播出之前的NHK Doga Station（どーがステーション）與YouTubeNHK頻道平台播出。此為NHK綜合頻道之宣傳短片。
| 登場人物 - 六郎 - 矢本悠馬 - 才藏 - 博多華丸 - 鎌之介 - 梅垣義明 - 甚八 - 岩井秀人 - 清海入道 - 松村邦洋 - 伊佐入道 - 脇知弘 - 十藏 - 鈴木拓 - 小介 - Mr.延遲 | 幕後人員 - 企劃・編劇・導演：江口菅（江口カン） - 企劃：小川淳、嶋村雅己、秋山優 - 編劇：岡田賢、KOO-KI - 製作人：小川淳 - PM：秋山優 - 企劃・製作：KOO-KI |

## 相關書籍
| 年份   | 書名                                                      | 作者   | 譯者 | 出版社   | ISBN               |
| 2016年 | 《真田三代：幸綱、昌幸、信繁 橫跨戰國時代的武將家族傳奇》 | 平山優 | 月翔 | 遠足文化 | ISBN 9789869351232 |

## 外部連結
- NHK大河ドラマ『真田丸』，存于
  - NHK長野放送局 大河ドラマ「真田丸」ご当地サイト，存于
  - NHK前橋放送局 大河ドラマ「真田丸」ご当地サイト，存于
  - NHK大阪放送局 大河ドラマ「真田丸」ご当地サイト，存于
  - NHK和歌山放送局 大河ドラマ「真田丸」ご当地サイト，存于
- 大河ドラマ 真田丸 （页面存档备份，存于） - NHKオンデマンド
- 大河ドラマ 真田丸 - NHK名作選(動画他) （页面存档备份，存于） - NHKアーカイブス
- 番組エピソード 真田家が登場した主なNHKドラマ - NHKアーカイブス （页面存档备份，存于）
- NHK大河ドラマ「真田丸」ブルーレイ＆DVDオフィシャルサイト （页面存档备份，存于） - ポニーキャニオン

| NHK综合频道 週日20:00 - 20:45    | NHK综合频道 週日20:00 - 20:45           | NHK综合频道 週日20:00 - 20:45 |
| -------------------------------- | --------------------------------------- | ----------------------------- |
|                                  | 真田丸 （2016.01.10 - 2016.12.18）      |                               |
| 花燃 （2015.01.04 - 2015.12.13） | 女城主 直虎 （2017.01.08 - 2017.12.17） |                               |

| 台灣 緯來日本台 週一至週五 22:00 - 00:00                                                                  | 台灣 緯來日本台 週一至週五 22:00 - 00:00        | 台灣 緯來日本台 週一至週五 22:00 - 00:00 |
| --- | ----------------------------------------------- | ---------------------------------------- |
| | 森田藥粧劇場－真田丸 （2017年2月16日－3月24日） |                                          |
| 明星經紀人 （2017年2月2日－2月15日）（21:00 - 23:00） 熟女不嫁 （2017年2月2日－2月15日）（23:00 - 00:00） | 砂之塔 （2017年3月27日－4月7日）                |                                          |